# Xã Grassy Fork, Quận Jackson, Indiana
Xã Grassy Fork (tiếng Anh: Grassy Fork Township) là một xã thuộc quận Jackson, tiểu bang Indiana, Hoa Kỳ. Năm 2010, dân số của xã này là 668 người.